# OpTic Gaming Los Angeles
Pour ligue compétitive, voir Call of Duty League.
OpTic Gaming Los Angeles était une équipe d'esport professionnelle américaine de la première saison de la Call of Duty League (CDL) basée à Los Angeles, en Californie.
L'équipe appartenait à Immortals Gaming Club, qui détenait les droits d’OpTic Gaming depuis 2019 après leurs achats de la holding Infinite Esports & Entertainment, maison mère d’OpTic Gaming,.

## Histoire
OpTic Gaming est une structure esport qui opère sur la scène Call of Duty depuis plus d’une décennie. Après l’annonce en 2019 de la création de la Call of Duty League, une ligue franchisée comme la NBA et sur le calque de l’Overwatch League, Immortals Gaming Club annonce acquérir en juillet un spot pour la saison inaugurale sur Modern Warfare,. 
En octobre, l’annonce est faite qu’OpTic Gaming sera lié à Los Angeles alors qu’IGC possède déjà les Los Angeles Valiant sur l’Overwatch League,.
Eric « Muddawg » Sanders est nommé manager principal. La première saison se jouant en 5vs5, le roster est composé de Jordan « JKap » Kaplan, Austin « SlasheR » Liddicoat, Kenneth « Kenny » Williams, Brandon « Dashy » Otell, Thomas « TJHaLy » Haly. En décembre est annoncé l’arrivée de Martin « Cheen » Chino et du canadien Jevon « Goonjar » Gooljar-Lim. Johnathan « Pacman » Tucker est nommé entraineur principal de l’équipe en janvier 2020. 
Avec un début de saison difficile et de mauvais résultats et malgré quelques changements dans l’équipe, OpTic Gaming Los Angeles termine la ligue à la 9e place (sur 12). Ils se qualifient tout de même aux playoffs de fin de saison, qu’ils commencent en loser bracket. Ils tomberont au tour 4 contre Chicago Huntsmen, terminant à la 6e place.
En novembre 2020, Hector « H3CZ » Rodriguez alors co-président des Chicago Huntsmen, ancien joueur et décisionnaire d’OpTic Gaming où il a perdu du pouvoir après les rachats successifs, annonce avoir récupéré les droits de la structure auprès d’IGC. Il transformera alors les Chicago Huntsmen en OpTic Chicago.
Matthew "Nadeshot" Haag, ancien joueur et ancien co-PDG d’OpTic Gaming, maintenant fondateur de la marque 100 Thieves, annonce racheter le slote vaquant pour son équipe récemment crée les Los Angeles Thieves, en rachetant le noyau d'OpTic Gaming LA à IGC,.

## Résultats

### Saison 2020: Call of Duty: Modern Warfare
| Saison | Saison régulière | Saison régulière | Saison régulière | Saison régulière | Saison régulière | Saison régulière | Saison régulière | Rang final | Playoffs                                                                |
| Saison | J                | G                | P                | %G               | GW               | GL               | GW%              | Rang final | Playoffs                                                                |
| ------ | ---------------- | ---------------- | ---------------- | ---------------- | ---------------- | ---------------- | ---------------- | ---------- | ----------------------------------------------------------------------- |
| 2020   | 27               | 10               | 17               | 37,0%            | 49               | 58               | 45,8%            | 9ème       | 6e, défaite au 4e tour des loser bracket, 2–3 (face à Chicago Huntsmen) |

## Pour approfondir